# Dimorphodontidae
Famille
Les Dimorphodontidae forment une famille fossile de ptérosaures, nommée d'après le genre Dimorphodon, qui vivait du Trias supérieur jusqu'au Jurassique inférieur. 

## Historique
La famille des Dimorphodontidae est décrite en 1870 par le paléontologue britannique Harry Govier Seeley (1839-1909),.

### Famille
Selon Paleobiology Database en 2025, cette famille des Dimorphodontidae a six collections référencées de fossiles. Ces collections sont de l'Alaunien du Trias supérieur au Sinémurien inférieur du Jurassique inférieur, c'est-à-dire que ces collections datent de Ma avant notre ère,.

### Répartition
Ces six collections proviennent de cinq pays, une collection de l'Antarctique, une collection du Mexique, deux du Royaume-Uni, une de l'Utah aux États-Unis, et une d'Italie.

## Liste des genres
Selon Paleobiology Database en 2025, cette famille des Dimorphodontidae a trois genres référencés :
- †Caelestiventus Britt et al., 2018
- †Dimorphodon Owen, 1859
- †Peteinosaurus Wild, 1978[2]

## Galerie
| Dimorphodon. |
| Dimorphodon  |

| Peteinosaurus |
| Peteinosaurus |

### Publication originale
- [1870] (en) Harry Govier Seeley, The Ornithosauria: an elementary study of the bones of pterodactyles, made from fossil remains found in the Cambridge Upper Greensand, and arranged in the Woodwardian Museum of the University of Cambridge, Deighton, Bell & Co, Cambridge, coll. « Cambridge », 1870 (DOI 10.1080/00222937008696217).